# Jordi Enjuanes-Mas
Jordi Enjuanes-Mas   (Navàs, 17 de març de 1942 - Barcelona, 21 de març de 2009) fou un poeta català, autor de diversos llibres de poesia on s'apleguen la major part dels seus poemes, editats abans en blogs entre els anys 2006 i 2009.
Fent un ús primordial del sonet i de les formes clàssiques, la seva poesia recull un ampli ventall de temes: franciscanisme, vida quotidiana, sàtira, lírica amorosa, amor al país. Destaca en les seves darreres produccions la influència de sant Joan de la Creu, i el llibre Jandalán, conjunt de poesies en castellà.

## Obra publicada
- 2002 Dèlia / Nel mezzo, Ed. Departament de Llengua Catalana i Literatura IES Camí de Mar, Calafell, juny 2002. Núm. Dip legal T-826-2002[7]
- 2005 Les hores, Ed. Ajuntament de la Vila de Sallent, juny 2005. Núm. Dip legal B-40.488-2005[8]
- 2009 Camí de Mar, Ed. Dpt. Llengua Catalana i Literatura IES Camí de Mar, Calafel, juliol 2009. Núm. Dip legal B.31.368-2009[9]
- 2012 Jandalán, Ed. Piedad Vera, Castellar del Vallès, octubre 2012. Núm. Dip legal B-26.553-2012[10]
- 2015 Dèlia / Nel mezzo, 2ª ed. rev., Ed. Piedad Vera, Castellar del Vallès, octubre 2015. Núm. Dip legal B-26.553-2012
- 2016 Les heures, Ed. Piedad Vera, trad. Nathalie Aubert, Ginebra, Dip. legal T-194-2016.

## Premis
- 1982 Englatina d'Or als Jocs Florals Franciscans, Berga, per De tot enlloc per tot camí venim[11]
- 2004 XIV Premi de poesia Josep Fàbregas i Capell de la Vila de Sallent per Les hores[12]